# بوکلی
بوکلی (به انگلیسی: Buckley) یک شهرک در ولز است که در فلینتشر واقع شده‌است. بوکلی ۱۵٬۶۶۵ نفر جمعیت دارد.

## خواهرخوانده
شهر موراتا، میاگی خواهرخواندهٔ بوکلی هست.